# Laurel Korholz
Laurel Korholz (née le 10 juin 1970 à New York) est une rameuse américaine.

## Biographie

### Palmarès

#### Aviron aux Jeux olympiques
- 2004 à Athènes,  Grèce
  -  Médaille d'argent en huit[1]

#### Championnats du monde d'aviron
- 1995 à Tampere,  Finlande
  -  Médaille d'or
- 1994 à Indianapolis,  États-Unis
  -  Médaille d'argent